# کامران آغایف
کامران آغایف (ترکی آذربایجانی: Kamran Ağayev؛ زادهٔ ۹ فوریهٔ ۱۹۸۶) بازیکن فوتبال اهل جمهوری آذربایجان است.
از باشگاه‌هایی که در آن بازی کرده‌است می‌توان به باشگاه فوتبال خزر لنکران، باشگاه فوتبال قبله، باشگاه فوتبال قیصریه‌اسپور، باشگاه فوتبال توران تووز، باشگاه فوتبال ملادا بولسلاف، باشگاه فوتبال باکو، باشگاه فوتبال کشله، و باشگاه فوتبال بوآویشتا اشاره کرد.
وی همچنین در تیم‌های ملی فوتبال زیر ۱۷ سال جمهوری آذربایجان و جمهوری آذربایجان بازی کرده‌است.